# Michael Pedersen Friis
Michael Pedersen Friis (Odense, 22 ottobre 1857 – Copenaghen, 24 aprile 1944) è stato un politico danese, per un mese primo ministro della Danimarca dal 5 aprile al 5 maggio 1920.
Il 29 marzo 1920, la decisione del re Cristiano X di sostituire il primo ministro Carl Theodor Zahle con Otto Liebe provocò la cosiddetta crisi di Pasqua e Liebe fu costretto a dimettersi dopo cinque giorni. Friis venne chiamato a formare un governo di transizione in attesa di nuove elezioni che si tennero un mese dopo.